# Hot Mess
Hot Mess is het derde studioalbum van de Amerikaanse band Cobra Starship, dat op 11 augustus 2009 is uitgekomen. Als leadsingle is er gekozen voor het nummer Good Girls Go Bad.

## Track listing
| Nr. | Titel                                          | Duur |
| --- | ---------------------------------------------- | ---- |
| 1.  | Nice Guys Finish Last                          | 3:37 |
| 2.  | Pete Wentz Is the Only Reason We're Famous     | 3:03 |
| 3.  | Good Girls Go Bad (featuring Leighton Meester) | 3:17 |
| 4.  | Fold Your Hands Child                          | 3:13 |
| 5.  | You're Not in on the Joke                      | 3:31 |
| 6.  | Hot Mess                                       | 2:52 |
| 7.  | Living in the Sky with Diamonds                | 3:20 |
| 8.  | Wet Hot American Summer                        | 3:49 |
| 9.  | The Scene Is Dead; Long Live the Scene         | 2:44 |
| 10. | Move Like You Gonna Die                        | 3:49 |
| 11. | The World Will Never Do (featuring B.o.B)      | 4:05 |

| Nr. | Titel                                                     | Duur |
| --- | --------------------------------------------------------- | ---- |
| 12. | I May Be Rude But I'm the Truth                           | 3:07 |
| 13. | New Edition                                               | 3:20 |
| 14. | Good Girls Go Bad (Suave Suarez on Pleasure Ryland Remix) | 3:58 |
| 15. | Good Girls Go Bad (Matt Haick Remix)                      | 4:10 |
| 16. | Good Girls Go Bad (Cash Cash Remix)                       | 4:40 |

| Nr. | Titel                                                     | Duur |
| --- | --------------------------------------------------------- | ---- |
| 12. | I May Be Rude But I'm the Truth                           | 3:07 |
| 13. | Cobras Never Say Die                                      | 3:30 |
| 14. | Good Girls Go Bad (Suave Suarez on Pleasure Ryland Remix) | 3:58 |
| 15. | Good Girls Go Bad (Isom Innis Remix)                      | 4:10 |
| 16. | Good Girls Go Bad (Cash Cash Remix)                       | 4:40 |